# Globba racemosa
Globba racemosa är en enhjärtbladig växtart som beskrevs av James Edward Smith. Globba racemosa ingår i släktet Globba och familjen Zingiberaceae. IUCN kategoriserar arten globalt som livskraftig.

## Underarter
Arten delas in i följande underarter:
- G. r. hookeri
- G. r. racemosa